# Liga da Corte Sagrada
A Liga da Corte Sagrada, Vehmgericht (em alemão: Feme; no francês: Sainte-Vehme) ou apenas Vehm, era um tribunal secreto da Vestfália durante a Idade Média.
Os membros das Cortes Vêmicas eram chamados francs-juges ou Freischöffen (juízes livres).

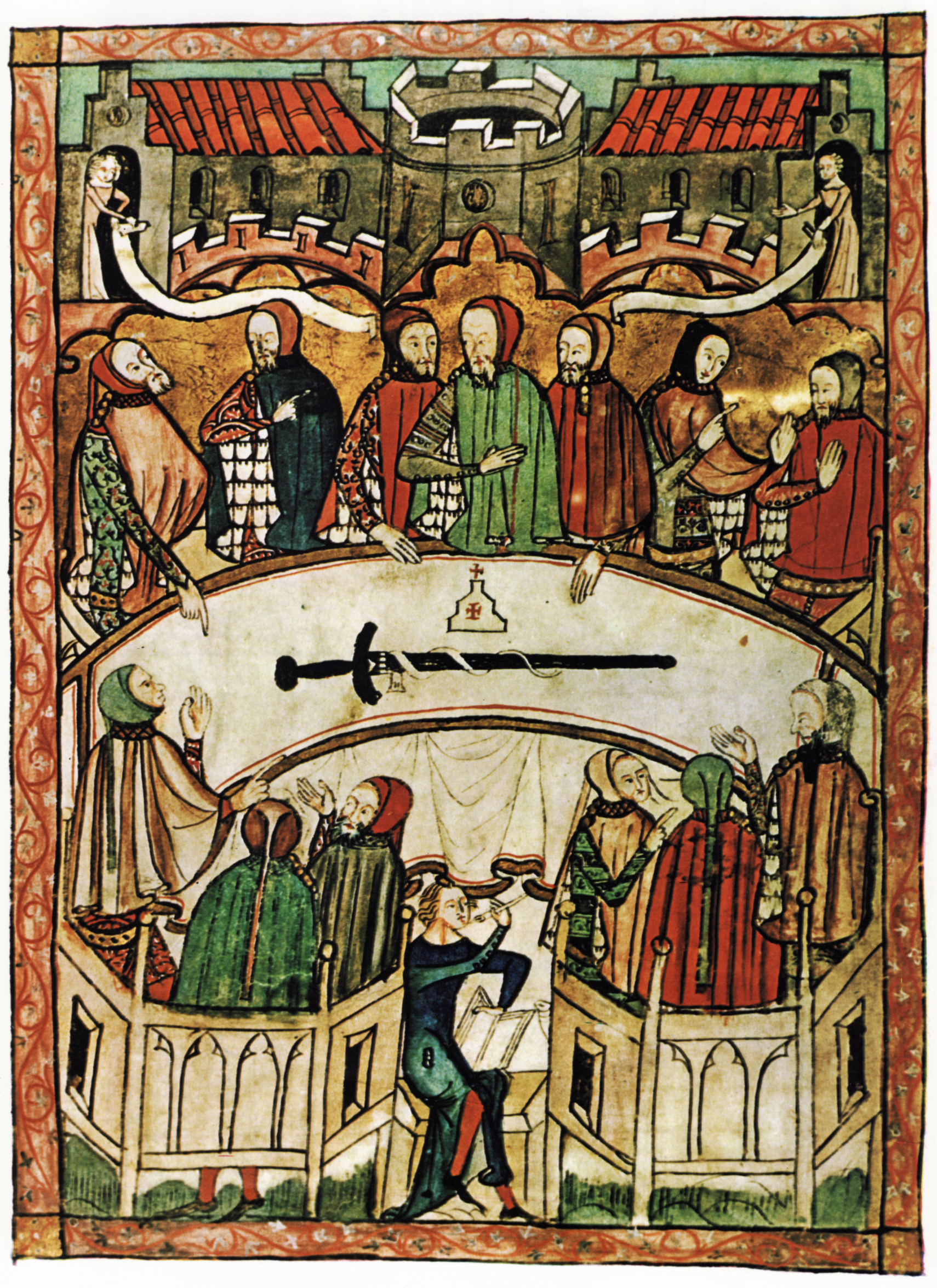
Um tribunal Vêmico numa antiga ilustração

A Vehme Sagrada tomava conhecimento de todos os crimes, durante o período sem leis comuns do Medievo, e suas sentenças eram executadas por meios secretos, sem que se saiba quem eram seus executores. Uma vez executado um criminoso, seu corpo era pendurado numa árvore, para comunicar a todos o fato e ainda intimidar outros.
Sua origem é incerta, mas remonta aos tempos carolíngeos e com toda certeza guarda vínculos com os primitivos tribunais livres germânicos. De fato, eles era conhecidos como tribunais livres (ou privados - Freigerichte) - talvez uma referência ao fato de ser composto por homens nascidos de ventre livre, eram elegíveis para cargos públicos e, ainda, reivindicavam a si liberdades excepcionais.
Havia os postos (hierarquias) que controlavam o Tribunal Vêmico, eram:
- Os Anciões, Juízes, Executores, Espiões, Escrivães e o Conselho.
Cada posto estava com uma função, os anciões na verdade eram os membros, aguardava as ordens dos Juízes para ver o que irá acontecer com o tal executado. Os Juízes tinha a função de dar as ordens de executar, era o posto mais alto do Tribunal Vêmico, eles colocavam as ordens no tribunal. Os Executores eram os assassinos, quando recebiam as ordens do Juiz iam no local para assassinar o azarado. Quando as pessoas que iam ser assassinados que tinha muitos guardas e seguranças ao redor deles, havia os Espiões que viam tudo o que acontecia no redor da tal pessoa. Os Escrivães ficavam com os Juízes, Anciões e o Conselho no Tribunal, os Escrivães tinha a função de escrever tudo o que o Juiz falava, para se possível deixar tudo comprovado quando executar o azarado. O Conselho ficava abaixo do Poder dos Juízes, quando os Juízes ficavam ausentes, o Conselho tinha o poder do Tribunal.
Quando o criminoso for executado, a Corte Sagrada se escondia em porões de casas e castelos, para que a Ordem do País não pegasse eles.